# Andrew Davis (Eishockeyspieler)
Andrew Davis (* 11. Juni 1981 in Nepean, Ontario) ist ein kanadischer Eishockeyspieler, der derzeit bei den Missouri Mavericks in der Central Hockey League spielt.

## Karriere
Davis’ Karriere begann bei den Mississauga IceDogs in der Ontario Hockey League, für die er insgesamt drei Jahre spielte. Zur Saison 2001/02 wechselte er für vier Jahre in die kanadische Universitätsliga CIS auf die Concordia University. 2005 kam Davis in die Central Hockey League zunächst zu den Memphis RiverKings, spielte aber kurze Zeit später für die Odessa Jackalopes. 2007 verpflichteten die Port Huron Icehawks den Verteidiger, bevor er Mitte der Saison nach Europa in die GET-ligaen zu den Stavanger Oilers wechselte.
Zur Saison 2008/09 wechselte Davis zum ETC Crimmitschau in die 2. Bundesliga. Am 24. September wurde er aus Leistungsgründen aus dem Kader gestrichen und nahm anschließend ein Angebot von Wichita Thunder an. Nach der Spielzeit unterschrieb Davis einen Kontrakt beim Ligakonkurrenten Missouri Mavericks, für die er bis 2010 spielte.

## Karrierestatistik
(Legende zur Spielerstatistik: Sp oder GP = absolvierte Spiele; T oder G = erzielte Tore; V oder A = erzielte Assists; Pkt oder Pts = erzielte Scorerpunkte; SM oder PIM = erhaltene Strafminuten; +/− = Plus/Minus-Bilanz; PP = erzielte Überzahltore; SH = erzielte Unterzahltore; GW = erzielte Siegtore; 1 Play-downs/Relegation; Kursiv: Statistik nicht vollständig)